# Societas perfecta
Societas perfecta ("досконале суспільство" або "досконала спільнота") — у політичній філософії, католицькій еклезіології та католицькому канонічному праві — це спільнота, яка є автономною або незалежною в тому сенсі, що вона володіє всіма необхідними засобами та умовами для досягнення своєї (всеосяжної) мети й не підпорядковується жодній вищій спільноті. Ця незалежність, в історичному використанні цього терміна, в першу чергу приписувалася полісу (місту-державі), державі та Церкві.